# Козлов, Василий Иванович (партийный деятель)

Могила Козлова на Восточном кладбище Минска

Васи́лий Ива́нович Козло́в (18 февраля 1903, Заградье, Луковская волость, Рогачёвский уезд, Могилёвская губерния, Российская империя — 2 декабря 1967, Минск, Белорусская ССР, СССР) — советский белорусский партийный и государственный деятель, Герой Советского Союза (01.09.1942), генерал-майор (1943).

## Биография
Родился 18 февраля 1903 в деревне Заградье Луковской волости Рогачёвского уезда Могилёвской губернии Российской империи (ныне деревня в составе Жлобинского района Гомельской области Беларуси), в крестьянской семье. Член ВКП(б) с 1927 года.
В 1929—1933 годах учился в Коммунистическом университете имени Ленина (ныне БГАТУ) в Минске.
С 1940 года заместитель председателя СНК БССР.
В начале Великой Отечественной войны был оставлен в тылу врага уполномоченным ЦК КПБ по организации партизанского движения. С апреля 1941 года второй, с июля 1941 года первый секретарь Минского подпольного обкома КПБ и командир Минского партизанского соединения.
Указом Президиума Верховного Совета СССР «О присвоении звания Героя Советского Союза партизанам, особо отличившимся в партизанской борьбе в тылу против немецких захватчиков» от 1 сентября 1942 года за «отвагу и геройство, проявленные в партизанской борьбе в тылу против немецких захватчиков» удостоен звания Героя Советского Союза с вручением ордена Ленина и медали «Золотая Звезда».
7 ноября 1943 года по просьбе корреспондента из Москвы находившийся в районе Минска В. И. Козлов через 5-ваттную переносную радиостанцию выступил по радиотелефону для «Последних известий» с приветствием для всех тружеников советского тыла (это выступление транслировали все радиостанции СССР).
С июля 1944 года — первый секретарь Минского горкома КПБ.
С 1947 года председатель Верховного Совета БССР. С января 1948 года председатель Президиума Верховного Совета Белорусской ССР и заместитель председателя Президиума Верховного Совета СССР. Член ЦК КПСС с 1966 года. Депутат Верховного Совета СССР 2-7-го созывов. C 1949 года член Бюро ЦК КП Беларуси.
15 мая 1961 года подписал Указ Президиума Верховного Совета Белорусской ССР «Об усилении борьбы с лицами, уклоняющимися от общественного полезного труда и ведущими антиобщественный, паразитический образ жизни».
Умер 2 декабря 1967 года. Похоронен на Восточном кладбище Минска.

## Награды и звания
- Герой Советского Союза (1942)
- Пять орденов Ленина
- Орден Красного Знамени
- Орден Трудового Красного Знамени (17.02.1953)
- Два ордена Отечественной войны I степени
- Медаль «Золотая Звезда»
- Другие медали

## Память
- В честь Василия Козлова названы улица в Минске (Улица Козлова)[3], улица в Солигорске, Жлобине и в других городах.
- В Минске на доме, в котором он жил, и на улице, носящей его имя, установлены мемориальные доски.
- Тепловоз ТЭП60-0631 Белорусской железной дороги носит его имя[4].
- ГУО «Средняя школа № 5 г. Солигорска имени Героя Советского Союза В. И. Козлова»[5]. Одна из экспозиций школьного музея посвящена В. И. Козлову.
- Минский электротехнический завод имени В. И. Козлова.
- ГУО «Средняя школа № 122 г. Минска имени В. И. Козлова». Одна из экспозиций музея школы посвящена В. И. Козлову.
- ГУО «Гимназия № 8 имени В. И. Козлова г. Жлобина»[6]. Одна из экспозиций музея гимназии посвящена В. И. Козлову.
- Имя В. И. Козлова на Аллее Героев в Жлобине (Гомельская область)[7].
- Экспозиция в Белорусском государственном музее истории Великой Отечественной войны[8]. В постоянной экспозиции зала № 7 «Партизанское движение и антифашистская подпольная борьба в Беларуси. Участие советских граждан в европейском движении Сопротивления. 1941–1945 гг.» размещается комплекс экспонатов, посвящённый деятельности Василия Ивановича Козлова в годы Великой Отечественной войны. Среди них фотография, награды, кожаное пальто, подаренное рабочими Казани, оружие, портсигар и другие предметы.
- В 2023 году в фонд филиала «Красный Берег» Жлобинского историко-краеведческого музея передан серебряный портсигар В. И. Козлова.[9]
- Мурал в честь В. И. Козлова на здании по улице Козлова в Жлобине (2024)[10].

## Мемуары
- Козлов В. И. Люди особого склада. — М.: Молодая гвардия, 1952. — 328 с.
- Козлов В. И. Верен до конца. — 2-е изд. — М.: Политиздат, 1973. — 416 с. — (О жизни и о себе).
- Козлов В. И. Смысл его жизни.